# Batman (аркадный автомат, 1990)
Batman — аркадная игра в жанре beat ’em up, разработанная и выпущенная Atari Games в 1990 году.
Сюжетная линия основана на одноименном фильме 1989 года. В нем представлены этапы, основанные на фильме, включая уровни с использованием Бэтмобиля и Бэткрыла. В игре также можно посмотреть аудиоклипы Бэтмена (Майкл Китон) и Джокера (Джек Николсон), а также оцифрованные фотографии из фильма.

## Игровой процесс
Бэтмен может использовать различные виды оружия, такие как батаранги и газовые гранаты, сражаясь с различными головорезами и Джокером.